# Бонганданга
Бонганданга (фр. Bongandanga) — небольшой город и территория в провинции Монгала, Демократическая Республика Конго.
В 2010 году население города по оценкам составляло 3648 человек. Бонганданга — порт на реке Лопори, расположен на высоте 394 м над уровнем моря.
Основу экономики составляют сельское хозяйство, животноводство и рыболовство.